# 斯托夫讷
斯托夫讷（挪威語：Stovner）是位於挪威首都奧斯陸的一個區。斯托夫讷在1948年被劃入奧斯陸，在歷史上斯托夫讷大部分地區曾經是農場。現在奧斯陸地鐵已經通車至斯托夫讷。